# Bilsko (województwo lubelskie)
Bilsko – wieś w Polsce położona w województwie lubelskim, w powiecie janowskim, w gminie Modliborzyce.

## Krótki opis
W latach 1975–1998 miejscowość administracyjnie należała do województwa tarnobrzeskiego. Według Narodowego Spisu Powszechnego (III 2011 r.) liczyła 66 mieszkańców i była 21. co do wielkości miejscowością gminy Modliborzyce. Miejscowość należy do Parafii pw. św. Stanisława w Modliborzycach. Przy drodze biegnącej przez miejscowość znajduje się mogiła żołnierzy niemieckich z II wojny światowej. Za nią znajdują się kopiec, który najprawdopodobniej jest mogiłą z okresu wojen napoleońskich. Nieopodal wsi przebiega głęboki parów, który jest odnogą rozległego systemu wąwozowego Kurokowiec. Odnaleźć można w nim ślady świeżych podcięć erozyjnych. W okolicy wsi znajduje się grzybny Las Bilski.

## Etymologia nazwy
Nazwa miejscowości związana jest z nazwą topograficzną pochodzącą od wyrazu pospolitego biel/bil – bagno, mokradło. Gwarowo oznaczające mokrą, podmokłą łąkę, polanę w lesie lub też niski bagnisty las.

## Historia
Wzmianki historyczne i badania podają, że na terenie obecnej wsi osadnictwo było już przed X wiekiem n.e., a jego zanik wiązać można z najazdem ruskim lub tatarskim. Obecna wieś Bilsko pierwotnie nosiła nazwę Putyk i została założona w 1848 roku. W wyniku ówczesnego uwłaszczenia, które objęło 4 gospodarzy, właścicielem Bilska i folwarku Putyk został ksiądz Ł. Małecki. Ostatnim właścicielem był Czarnkowski, który w latach 80. XIX wieku rozparcelował go głównie pomiędzy okolicznych chłopów. W ten sposób powstały kolonie A i B. W 1921 r. Bilsko liczyło 29 domów i 182 mieszkańców. Podczas II wojny światowej na terenie wsi powstała szkoła publiczna, mieszcząca się w domu rodzinnym Dziadoszów.
W 1945 r. w rejonie wsi jednostki UB rozbiły oddział NSZ „Mściciela”. W 1946 r. we wsi powstała jednostka OSP.